# لينان دو بلفون
لينان دو بلفون، أو لوي موريس أدولف لينان دو بلفون (بالفرنسية: Louis Maurice Adolphe Linant de Bellefonds)‏، ويعرف أيضًا باسم لينان باشا (بالفرنسية: Linant Pacha)‏ ـ (لوريان، 23 نوفمبر 1798 ـ القاهرة، 9 يوليو 1883) هو مهندس ومستكشف فرنسي، كان كبيرًا لمهندسي الأشغال العمومية في مصر بين عامي 1831 و1869.

## حياته
تلقى لينان تعليمه في فرنسا، فدرس الرياضيات الرسم، وبدأ شغفه بالرحلات عندما صاحب أباه ـ وكان ضابطًا في البحرية ـ في مهمة لرسم خريطة لسواحل نيوفاونلاند سنة 1814، وكان آنذاك في نحو الخامسة عشرة من عمره. التحق لينان بعد ذلك بالبحرية الفرنسية متدربًا على الفرقاطة كليوباترا، واشترك في مهام في اليونان وسوريا وفلسطين ومصر. وقد صادف أثناء المهمة أن توفي أحد الرسامين المشاركين فيها، فكُلف لينان بالقيام بمهمته، فقام برسم عدد من مواقع وأطلال أثينا والآستانة وإفسس وعكا والقدس. وفي يافا، حُملت مهمات البعثة على الجِمال إلى دمياط، ثم توجهت إلى القاهرة بطريق النيل، حيث وصلت في ديسمبر.

### لينان في مصر
بعد وصول البعثة إلى القاهرة، قرر لينان ألا يعود إلى فرنسا، ودخل في خدمة والي مصر محمد علي باشا بتوصية من قائد البعثة الكونت دو فوربان. وقد قام لينان منذ ذلك الحين بعدة رحلات استكشافية ـ وصفها فيما بعد في مذكراته ـ بين عامي 1818 و1830.
زار لينان النوبة ـ فيما وراء الشلالات ـ بين عامي 1818 و1819، ثم انضم إلى بعثة القنصل العام والمستكشف الفرنسي برناردينو دروفيتي الاستكشافية إلى واحة سيوة، وهي أول رحلة لأوروبيين محدثين إلى تلك الواحة، وقد زينت لوحاته كتاب «رحلة إلى واحة سيوة» (بالفرنسية: Voyage à l'Oasis de Syouah)‏، الذي نشره المستشرق الفرنسي جومار سنة 1823.
لم يلبث لينان أن رافق الإيطالي أليساندرو ريتشي في رحلته إلى سيناء، وقد كان ريتشي ينوي أن يصل ببعثته إلى البتراء، غير أن انعدام الأمن في تلك الجهات حال دون ذلك، وقد ساعدته هذه الرحلة الأولى إلى سيناء في بناء علاقات ودية مع البدو، ومكّنته فيما بعد من القيام برحلة ناجحة إلى البتراء بصحبة ليون دو لابورد سنة 1828.
في سنة 1821، زار لينان الفيوم، ثم كلفه الإنجليزي جون بانكس بالسفر إلى السودان لاستكشاف جغرافيتها ورسم آثارها، فارتحل من القاهرة في يونيو 1821، وقضى 13 شهرًا في تلك المهمة.
وفي سنة 1824، زار لينان لندن، حيث قضى شهرين، تلقى أثناءهما عرضًا من الجمعية الأفريقية بتمويله للقيام برحلة استكشافية كما مولوا بيركهارت من قبل. وفي سنة 1827، ارتحل لينان ـ بتمويل من الجمعية ـ قاصدًا أعالي النيل الأبيض بحثًا عن منابع النيل، غير أن العداء الذي لقيه من القبائل المحلية أجبره على العودة إلى دائرة عرض 13 شمالًا. وفي سنة 1831، كلفته الجمعية الجغرافية بباريس بمحاولة استكشافية أخرى، غير أن انشغال لينان بالبحث عن مناجم الذهب في العتباي بتكليف من محمد علي باشا أجل قيامه بتلك المهمة.

### لينان مهندسًا
عُين لينان ـ لدى عودته إلى القاهرة سنة 1831 ـ كبيرًا لمهندسي الأشغال العمومية بصعيد مصر، فصار له دور محوري في تطوير وتحديث شبكات الري والترع والقناطر في مصر، وفي سنة 1837، حصل على رتبة البكوية، وكان آنذاك قد رأس الأشغال العمومية لمصر بأكملها.
لم تفارق فكرة ربط البحرين المتوسط والأحمر ذهن لينان، الذي كان قد أفضى بهذه الفكرة إلى قنصل فرنسا العام فردينان دي ليسبس منذ سنة 1830، الذي تمكن سنة 1854 من الفوز بفرمان بتأسيس شركة لحفرها من الوالي محمد سعيد باشا، عُين لينان كبيرًا لمهندسيها، وهو المنصب الذي عاونه فيه مهندس الهيدروليكا الفرنسي موجيل، لانشغال لينان بمهام وظيفته كمدير عام للأشغال العمومية (1862) ثم وزير للأشغال العمومية (1869)، وغيرها من المناصب الرسمية.

### تقاعده ووفاته
في سنة 1869، تقاعد لينان وتفرغ لكتابة مذكراته، وفي يونيو 1873، منحه خديو مصر إسماعيل باشا رتبة الباشوية. وفي 9 يوليو 1883، توفي لينان بالقاهرة تاركًا تراثًا ضخمًا من المذكرات والملاحظات والرسوم لم ينشرها أحد حتى اليوم.